# Blumenrath
Blumenrath ist ein südöstlicher Stadtteil von Alsdorf in der Städteregion Aachen. Im Süden liegt der Alsdorfer Stadtteil Broicher Siedlung, im Osten die Begau und im Norden Mariadorf. Der Stadtteil verfügt über eine Offene Ganztagsgrundschule (Pestalozzi-Schule) und einen Kindergarten.

## Geschichte
Die Aachener Bergmannssiedlungsgesellschaft mbH (ABS) errichtete von 1928 bis 1958 in mehreren Bauphasen die Siedlung Blumenrath. Die Bergmannssiedlung erhielt ihre Bezeichnung nach dem Zweiten Weltkrieg nach dem Gut Blumenrath. Ursprünglich gehörte sie zu Mariadorf, welches am 1. Januar 1972 in die Stadt Alsdorf eingemeindet wurde. Das Gebiet entwickelte sich zu einem eigenen Ortsteil. Das Grundstück an der Ecke Poststraße / Pestalozzistraße war für den Bau einer katholischen Kirche vorgesehen.

## Verkehr
Die nächste Anschlussstelle ist „Alsdorf“ auf der A 44. Außerdem kann man für Fahrten Richtung Aachen die Auffahrtstelle zur A 44 an der L136 nutzen. Die nächste Euregiobahnhaltestelle ist seit Dezember 2011 „Alsdorf-Poststraße“. Die nächsten Fernverkehrsbahnhöfe sind „Herzogenrath“ an der Strecke Aachen–Geilenkirchen–Mönchengladbach und „Eschweiler Hbf“ an der Strecke Aachen–Düren–Köln.
| Linie | Verlauf | Takt   |
| ----- | --- | ------ |
| RB 20 | Euregiobahn: Stolberg (Rheinl) Hbf – Eschweiler-St. Jöris – Alsdorf-Poststraße – Alsdorf-Mariadorf – Alsdorf-Kellersberg – Alsdorf-Annapark – Alsdorf-Busch – Herzogenrath August-Schmidt-Platz – Herzogenrath-Alt-Merkstein – Herzogenrath – Kohlscheid – Aachen West – Aachen Schanz – Aachen Hbf – Aachen-Rothe Erde – Eilendorf – Stolberg (Rheinl) Hbf hier Flügelung; Zugteil 1: – Eschweiler-West – Eschweiler Talbahnhof/Raiffeisenplatz – Eschweiler-Nothberg – Eschweiler-Weisweiler – Langerwehe – Düren; Zugteil 2: – Stolberg (Rheinl) Hbf (Gleis 27) – Stolberg-Schneidmühle – Stolberg Mühlener Bahnhof – Stolberg-Rathaus – Stolberg-Altstadt (aufgrund von Hochwasserschäden fahren die Züge nur bis Stolberg Rathaus. Schienenersatzverkehr findet weiterhin zwischen Stolberg Hbf und Eschweiler Talbahnhof statt) Stand: 30. April 2023 | 60 min |

Die AVV-Buslinien 11, 29, AL4 und NE9 der ASEAG verbinden Blumenrath mit Alsdorf Mitte, Mariadorf und Aachen.
| Linie | Verlauf |
| ----- | --- |
| 11    | Walheim Hasbach – Walheim – Nütheim – Schleckheim – Oberforstbach / Oberforstbach Gewerbegebiet – Lichtenbusch – Waldfriedhof – Burtscheid – Marienhospital – Aachen Hbf – Misereor – Elisenbrunnen – Aachen Bushof – Ludwig Forum – Talbot – Haaren – Würselen Kaninsberg – Weiden – Vorweiden – Linden-Neusen – (Broich –) Broicher Siedlung – Blumenrath – Montanstraße – Mariadorf – Hoengen |
| 29    | (Alsdorf KuBiZ –) Alsdorf-Annapark – Schaufenberg – Siedlung Ost – Blumenrath / Hoengen – Mariadorf |
| AL4   | Mariadorf – Blumenrath – Hoengen – Mariadorf |
| N9    | Nachtexpress: nur in den Nächten vor Samstagen sowie Sonn- und Feiertagen Elisenbrunnen – Aachen Bushof – (Liebigstr. → Haaren → / ← Alter Tivoli ← Scherberg ← Würselen ← Alsdorf) Weiden – Vorweiden – Linden-Neusen – Broicher Siedlung – Alsdorf-Mariadorf – Siedlung Ost – Alsdorf Annapark                                                                                                 |

## Sehenswürdigkeiten
- Gut Blumenrath
- Siedlung Blumenrath (Werkssiedlung)
- Hubertuskreuz